# Saghi Ghahraman
Saghi Ghahraman (persa: ساقی قهرمان) (Mashad, Iran, 3 de febrer de 1957) és una poeta, editora i activista pels drets del col·lectiu LGTBI iraniana. Des de fa dues dècades, es troba exiliada al Canadà. El desembre de 2021 va ser reconeguda a la llista de les 100 dones de la BBC.

## Biografia
Nascuda a Mashad, Iran, el 3 de febrer de 1957, es va graduar en literatura persa a la Universitat de Tabriz (ciutat del nord-oest de l'Iran) l'any 1979. Va ser detinguda per militar en la branca de dones d'una organització comunista. És per les seves activitats polítiques i per la seva defensa de la comunitat LGTBI que va haver d'exiliar-se a Toronto, al Canadà, l'any 1983.
Com a escriptora, Saghi Ghahraman ha publicat quatre volums de poesia, així com nombrosos articles en revistes. Forma part de PEN Canada i és membre de Sepidar, una revista sobre literatura persa de Toronto. A més, va fundar Gilgamishaan Books i el Club d'Escriptors Exiliats, que va dirigir durant dos anys.
Ghahraman va cofundar l'Organització Queer de l'Iran (IRQO, per les seves sigles en anglès: Iranian Queer Organization), organització que ha dirigit des de 2008. També va ser l'editora en cap de Cheraq, la revista online mensual d'IRQO. Aquesta revista tracta temes sobre identitat de gènere, orientació sexual, i altres temes relacionats amb els drets del col·lectiu LGBT a l'Iran.
Ghahraman va aparèixer en la pel·lícula documental Poetry of Witness (Poesia del testimoniatge, 2015), en què va donar el testimoni de la seva lluita en favor dels drets de la comunitat LGTBI en el context de la Revolució islàmica a l'Iran. Es considera una persona no binària.